# Moriondo Torinese

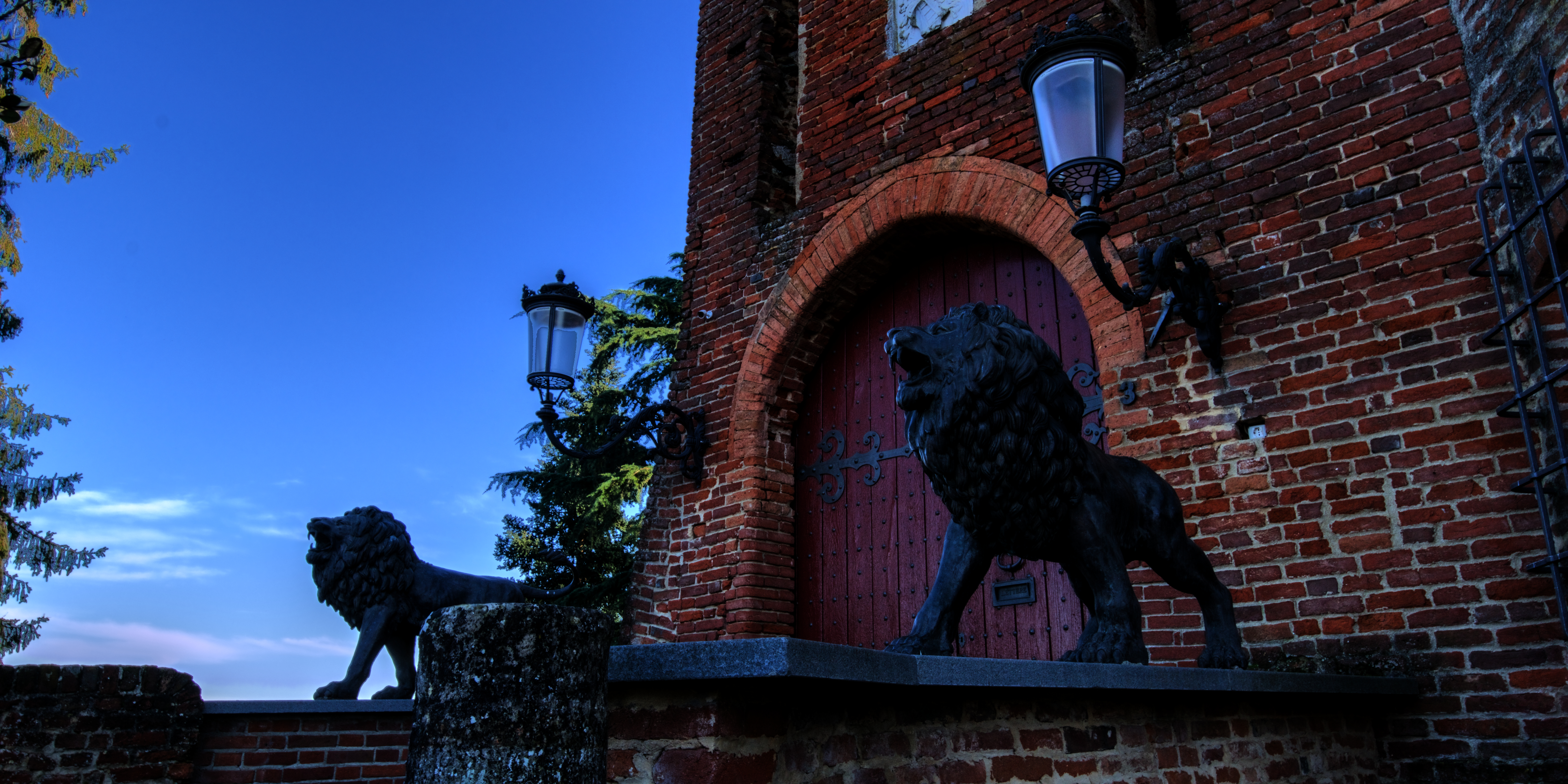
Ingresso al castello di Moriondo

Moriondo Torinese (Moriond in piemontese) è un comune italiano di 838 abitanti della città metropolitana di Torino in Piemonte.

## Storia

### Simboli
Lo stemma e il gonfalone sono stati concessi con decreto del presidente della Repubblica dell'11 settembre 2001.
Il gonfalone è un drappo partito di azzurro e di rosso.

## Monumenti e luoghi d'interesse

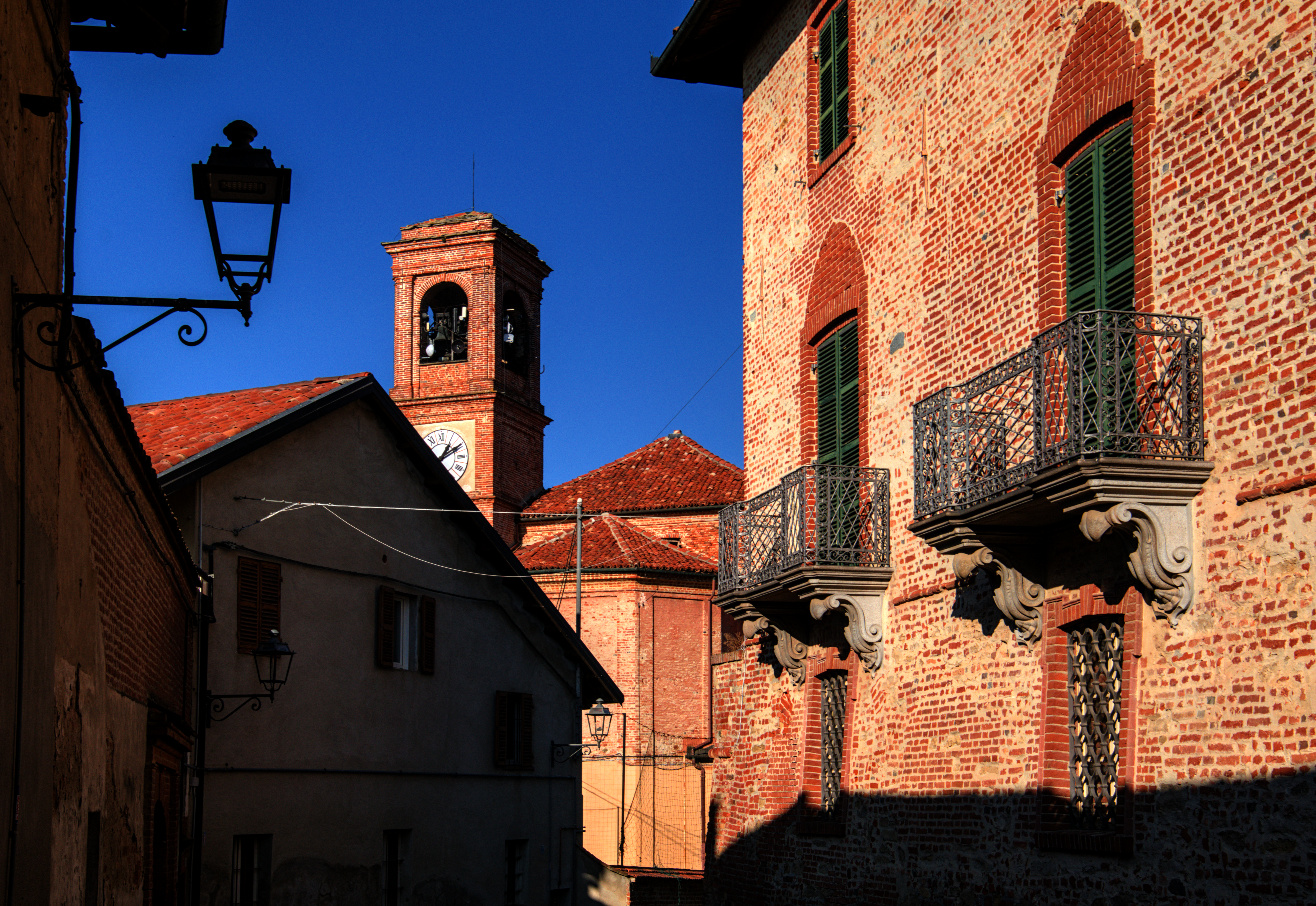
Il castello di Moriondo occupa la parte sommitale del centro storico del paese

Il castello, oggi proprietà privata di una famiglia di industriali di Castelnuovo Don Bosco, fu fatto costruire nell'XI secolo da Landolfo (vescovo di Torino) a scopi di difesa dal vicino marchesato del Monferrato. Esso domina dall'alto l'abitato del paese ed è dotato di un parco che si estende su un rilievo collinare.
Del castello è stato proprietario l'industriale Virginio Bruni Tedeschi, nonno dell'ex topmodel Carla Bruni, che fu anche sindaco del comune per quasi un trentennio (1946-1974).

## Società

### Evoluzione demografica
Abitanti censiti

## Amministrazione
Di seguito è presentata una tabella relativa alle amministrazioni che si sono succedute in questo comune.
| Periodo        | Periodo        | Primo cittadino         | Partito                         | Carica  | Note  |
| -------------- | -------------- | ----------------------- | ------------------------------- | ------- | ----- |
| 1946           | 1974           | Virginio Bruni Tedeschi |                                 | Sindaco |       |
| 1º luglio 1985 | 31 maggio 1990 | Mario Zucca             | lista civica                    | Sindaco | [ 7 ] |
| 31 maggio 1990 | 24 aprile 1995 | Mario Zucca             | -                               | Sindaco | [ 7 ] |
| 24 aprile 1995 | 14 giugno 1999 | Rosangela Lampiano Caon | centro                          | Sindaco | [ 7 ] |
| 14 giugno 1999 | 14 giugno 2004 | Giovanni Vergnano       | centro                          | Sindaco | [ 7 ] |
| 14 giugno 2004 | 8 giugno 2009  | Giovanni Vergnano       | lista civica                    | Sindaco | [ 7 ] |
| 8 giugno 2009  | 26 maggio 2014 | Giuseppe Grande         | lista civica                    | Sindaco | [ 7 ] |
| 26 maggio 2014 | 27 maggio 2019 | Giuseppe Grande         | lista civica Insieme con Grande | Sindaco | [ 7 ] |
| 27 maggio 2019 | in carica      | Giuseppe Grande         | lista civica Lista Grande       | Sindaco | [ 7 ] |

## Collegamenti esterni

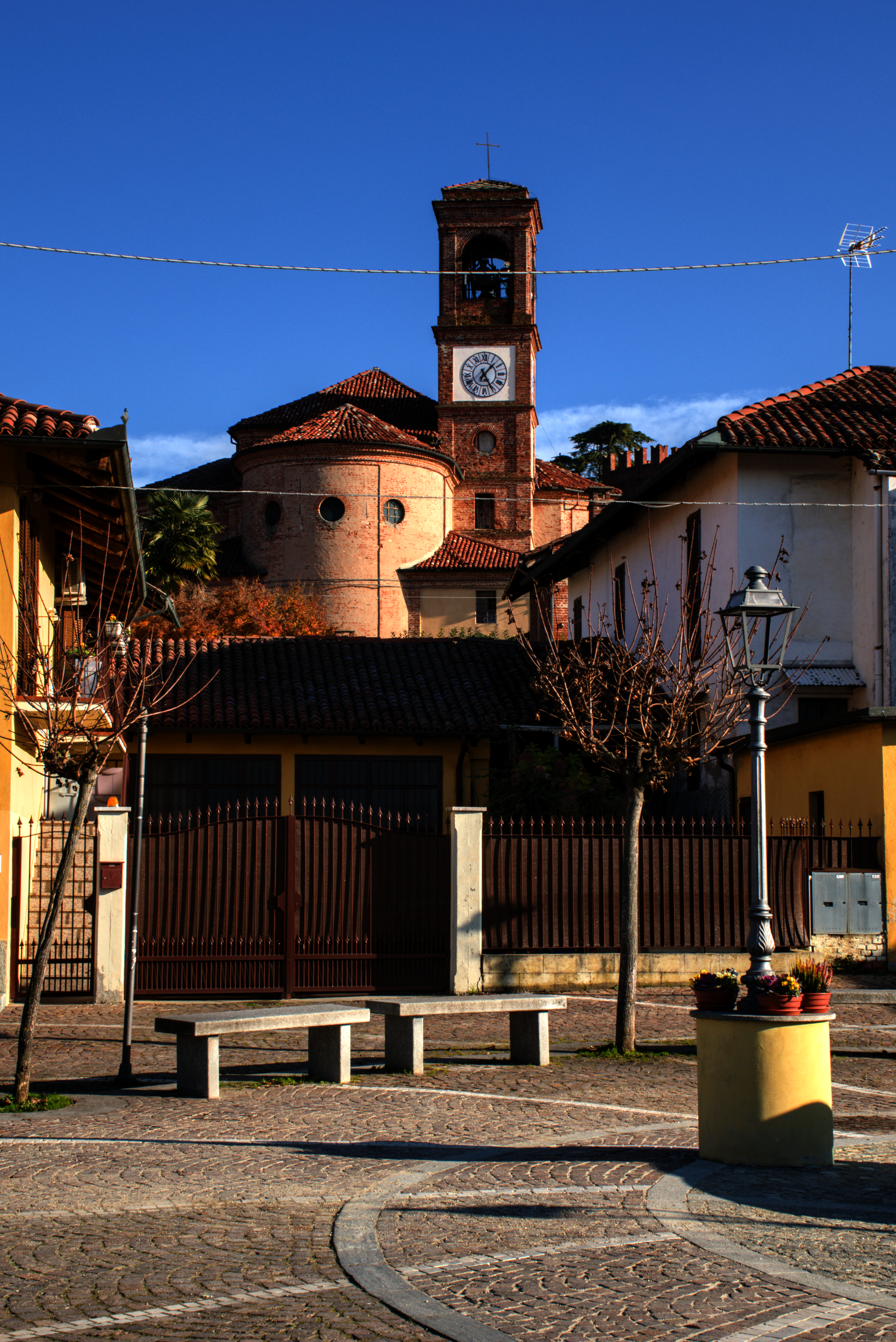
Abside della Parrocchiale dalla piazzetta del Municipio